# Copa Pan-Americana de Voleibol Feminino de 2002
O Copa Pan-Americana de Voleibol Feminino de 2002 foi a 1ª edição do torneio organizado pela União Pan-Americana de Voleibol (UPV), em parceria com a NORCECA e CSV, realizado no período de 26 a 30 de junho na cidades mexicana de Tijuana; competição que contou com a participação de sete equipes, cujas partidas ocorreram no Auditorio Fausto Gutierrez Moreno (Auditorio Municipal de Tijuana), serviu também como classificatório para edição do Grand Prix de Voleibol de 2003 e foi um dos torneios da temporada que as equipes utilizaram em preparação para o Mundial da Alemanha.

## Seleções participantes
As seguintes seleções participaram da I Copa Pan-Americana de Voleibol Feminino:
| Equipe               |
| -------------------- |
| México               |
| Argentina            |
| Canadá               |
| Cuba                 |
| Estados Unidos       |
| Porto Rico           |
| República Dominicana |

## Formato da disputa
As sete seleções foram divididas em Grupos A e B, este último grupo desfalcado de um competidor; em cada grupo as seleções se enfrentam entre si, e ao final dos confrontos as duas melhores equipes de cada grupo classificaram-se para as semifinais; já a terceira colocada do Grupo B enfrentou a quarta colocada do Grupo A para definição de posições finais, e o vencedor enfrentou a terceira colocada do Grupo A com a mesma finalidade.
Os perdedores das semifinais disputaram o bronze e o vencedores definiram as posições finais do pódio.
A pontuação conforme regulamento da competição foi firmada da seguinte forma:
- Partida vencida = 2 pontos;
- Partida perdida = 1 ponto;
- Partida abandonada = 0 ponto.

Em caso de desempate, foram adotados os seguintes critérios:
1. Proporção entre pontos ganhos e pontos perdidos (razão de pontos).
2. Proporção entre os sets ganhos e os sets perdidos (relação Sets).
3. Se o empate persistir entre duas equipes, a prioridade é dada à equipe que venceu a última partida entre as equipes envolvidas.
4. Se o empate persistir entre três equipes ou mais, uma nova classificação será feita levando-se em conta apenas as partidas entre as equipes envolvidas.

## Fase classificatória
Classificação

## Grupo A
|     |                |     | Jogos | Jogos | Jogos | Resultados | Resultados | Resultados | Resultados | Resultados | Resultados | Sets | Sets | Sets  | Pontos | Pontos | Pontos |
| Pos | Equipe         | Pts | T     | V     | D     | 3–0        | 3–1        | 3–2        | 2–3        | 1–3        | 0–3        | V    | P    | R     | V      | P      | R      |
| --- | -------------- | --- | ----- | ----- | ----- | ---------- | ---------- | ---------- | ---------- | ---------- | ---------- | ---- | ---- | ----- | ------ | ------ | ------ |
| 1   | Cuba           | 8   | 3     | 3     | 0     | 2          | 0          | 1          | 0          | 0          | 0          | 9    | 2    | 4.500 | 255    | 211    | 1.209  |
| 2   | Canadá         | 6   | 3     | 2     | 1     | 2          | 0          | 0          | 0          | 0          | 1          | 6    | 3    | 2,000 | 209    | 199    | 1.050  |
| 3   | Estados Unidos | 4   | 2     | 1     | 1     | 0          | 1          | 0          | 1          | 0          | 0          | 5    | 4    | 1.250 | 257    | 270    | 0.952  |
| 4   | Porto Rico     | 0   | 2     | 0     | 2     | 0          | 0          | 0          | 0          | 1          | 1          | 1    | 6    | 0.167 | 248    | 262    | 0.947  |

Resultados
| 26 de junho de 2002 Relatório | Canadá | 3 — 0             | Estados Unidos | Auditorio Fausto Gutierrez Moreno, Tijuana |
| 26 de junho de 2002 Relatório | 25     | Set 1 Set 2 Set 3 | 18 20 21       | Auditorio Fausto Gutierrez Moreno, Tijuana |

| 26 de junho de 2002 Relatório | Cuba | 3 — 0             | Porto Rico | Auditorio Fausto Gutierrez Moreno, Tijuana |
| 26 de junho de 2002 Relatório | 25   | Set 1 Set 2 Set 3 | 23 18 14   | Auditorio Fausto Gutierrez Moreno, Tijuana |

| 27 de junho de 2002 Relatório | Estados Unidos | 3 — 1                   | Porto Rico  | Auditorio Fausto Gutierrez Moreno, Tijuana |
| 27 de junho de 2002 Relatório | 25 27 24 25    | Set 1 Set 2 Set 3 Set 4 | 22 25 26 17 | Auditorio Fausto Gutierrez Moreno, Tijuana |

| 27 de junho de 2002 Relatório | Cuba | 3 — 0             | Canadá   | Auditorio Fausto Gutierrez Moreno, Tijuana |
| 27 de junho de 2002 Relatório | 25   | Set 1 Set 2 Set 3 | 19 22 18 | Auditorio Fausto Gutierrez Moreno, Tijuana |

| 28 de junho de 2002 Relatório | Cuba | 3 — 0             | Porto Rico | Auditorio Fausto Gutierrez Moreno, Tijuana |
| 28 de junho de 2002 Relatório | 25   | Set 1 Set 2 Set 3 | 22 21 22   | Auditorio Fausto Gutierrez Moreno, Tijuana |

| 28 de junho de 2002 Relatório | Cuba           | 3 — 2                         | Estados Unidos | Auditorio Fausto Gutierrez Moreno, Tijuana |
| 28 de junho de 2002 Relatório | 25 22 25 18 15 | Set 1 Set 2 Set 3 Set 4 Set 5 | 18 25 17 25 12 | Auditorio Fausto Gutierrez Moreno, Tijuana |

## Grupo B
|     |                      |     | Jogos | Jogos | Jogos | Resultados | Resultados | Resultados | Resultados | Resultados | Resultados | Sets | Sets | Sets  | Pontos | Pontos | Pontos |
| Pos | Equipe               | Pts | T     | V     | D     | 3–0        | 3–1        | 3–2        | 2–3        | 1–3        | 0–3        | V    | P    | R     | V      | P      | R      |
| --- | -------------------- | --- | ----- | ----- | ----- | ---------- | ---------- | ---------- | ---------- | ---------- | ---------- | ---- | ---- | ----- | ------ | ------ | ------ |
| 1   | República Dominicana | 6   | 2     | 2     | 0     | 2          | 0          | 0          | 0          | 0          | 0          | 6    | 0    | MAX   | 150    | 119    | 1.261  |
| 2   | México               | 3   | 2     | 1     | 1     | 0          | 1          | 0          | 0          | 0          | 1          | 3    | 4    | 0.750 | 147    | 149    | 0.987  |
| 3   | Argentina            | 0   | 2     | 0     | 2     | 0          | 0          | 0          | 0          | 1          | 1          | 1    | 6    | 0.167 | 136    | 165    | 0.824  |

Resultados
| 26 de junho de 2002 Relatório | México | 3 — 1                   | Argentina   | Auditorio Fausto Gutierrez Moreno, Tijuana |
| 26 de junho de 2002 Relatório | 15 25  | Set 1 Set 2 Set 3 Set 4 | 25 16 18 15 | Auditorio Fausto Gutierrez Moreno, Tijuana |

| 27 de junho de 2002 Relatório | República Dominicana | 3 — 0             | México   | Auditorio Fausto Gutierrez Moreno, Tijuana |
| 27 de junho de 2002 Relatório | 25                   | Set 1 Set 2 Set 3 | 14 21 22 | Auditorio Fausto Gutierrez Moreno, Tijuana |

| 28 de junho de 2002 Relatório | República Dominicana | 3 — 0             | Argentina | Auditorio Fausto Gutierrez Moreno, Tijuana |
| 28 de junho de 2002 Relatório | 25                   | Set 1 Set 2 Set 3 | 23 22 17  | Auditorio Fausto Gutierrez Moreno, Tijuana |

## Fase final

### Chaveamento final
|  | Semifinais           | Semifinais           |   |             | Final          | Final |  |
|  |                      |                      |   |             |                |       |  |
|  | 29 de junho          |                      |   |             |                |       |  |
|  | Cuba                 | 3                    |   |             |                |       |  |
|  | México               | 0                    |   |             |                |       |  |
|  |                      |                      |   |             |                |       |  |
|  |                      |                      |   |             | 30 de junho    |       |  |
|  |                      |                      |   |             | Cuba           | 3     |  |
|  |                      | República Dominicana | 1 |             |                |       |  |
|  |                      |                      |   |             |                |       |  |
|  |                      |                      |   |             |                |       |  |
|  |                      |                      |   |             | Terceiro lugar |       |  |
|  | 29 de junho          | 29 de junho          |   | 30 de junho | 30 de junho    |       |  |
|  | República Dominicana | 3                    |   | México      | 0              |       |  |
|  | Canadá               | 0                    |   |             | Canadá         | 3     |  |

## Classificação de 5° ao 8° lugares
Resultado
| 29 de junho de 2002 Relatório | Argentina   | 3 — 1                   | Porto Rico  | Auditorio Fausto Gutierrez Moreno, Tijuana |
| 29 de junho de 2002 Relatório | 26 10 25 26 | Set 1 Set 2 Set 3 Set 4 | 24 25 13 24 | Auditorio Fausto Gutierrez Moreno, Tijuana |

## Semifinais
Resultados
| 29 de junho de 2002 Relatório | Cuba | 3 — 0             | México   | Auditorio Fausto Gutierrez Moreno, Tijuana |
| 29 de junho de 2002 Relatório | 25   | Set 1 Set 2 Set 3 | 20 15 20 | Auditorio Fausto Gutierrez Moreno, Tijuana |

| 29 de junho de 2002 Relatório | Cuba | 3 — 0             | México   | Auditorio Fausto Gutierrez Moreno, Tijuana |
| 29 de junho de 2002 Relatório | 25   | Set 1 Set 2 Set 3 | 15 20 13 | Auditorio Fausto Gutierrez Moreno, Tijuana |

## Quinto lugar
Resultado
| 30 de junho de 2002 Relatório | Argentina | 3 — 0             | Estados Unidos | Auditorio Fausto Gutierrez Moreno, Tijuana |
| 30 de junho de 2002 Relatório | 25        | Set 1 Set 2 Set 3 | 23 20 16       | Auditorio Fausto Gutierrez Moreno, Tijuana |

## Terceiro lugar
Resultado
| 30 de junho de 2002 Relatório | Canadá | 3 — 0             | México   | Auditorio Fausto Gutierrez Moreno, Tijuana |
| 30 de junho de 2002 Relatório | 25     | Set 1 Set 2 Set 3 | 21 22 16 | Auditorio Fausto Gutierrez Moreno, Tijuana |

## Final lugar
Resultado
| 30 de junho de 2002 Relatório | Cuba     | 3 — 1                   | República Dominicana | Auditorio Fausto Gutierrez Moreno, Tijuana |
| 30 de junho de 2002 Relatório | 25 24 25 | Set 1 Set 2 Set 3 Set 4 | 23 22 26 16          | Auditorio Fausto Gutierrez Moreno, Tijuana |